# استفتاء استقلال العفر والعيسى 1977
أجري الاستفتاء على الاستقلال في الإقليم الفرنسي لشعب العفر والعيسى في 8 مايو 1977 إلى جانب انتخابات لجمعية تأسيسية. وقد أجريت استفتاءات سابقة في عامي 1958 و1967، ولكنها رفضت الاستقلال. وقد أيد الاستفتاء الاستقلال عن فرنسا. وأصبح الإقليم مستقلا باسم جيبوتي في 27 يونيو 1977.
ويجري الاحتفال سنويا بهذه النتيجة يوم الاستقلال في 27 يونيو.

## النتائج
| الاختيار                          | الأصوات | %    |
| --------------------------------- | ------- | ---- |
| الاستقلال                         | 80,864  | 99.8 |
| تبقى إقليما في الجمهورية الفرنسية | 199     | 0.2  |
| الأصوات الباطلة/الفارغة           | 784     | –    |
| المجموع الكلي                     | 81,847  | 100  |
| عدد الناخبين المسجلين/المشاركة    | 105,962 | 77.2 |
| مصدر: Nohlen et al.               |         |      |